# لامی دندانکی
لامی دندانکی(نام علمی: Canarium denticulatum) نام یک گونه از سرده لامی‌ها است.